# Reverence
Reverence är en EP med det norska black metal-bandet Emperor, utgiven 1997. Skivan är ett smakprov på albumet Anthems to the Welkin at Dusk som senare gavs ut.

## Låtlista
1. "The Loss and Curse of Reverence"
2. "In Longing Spirit"
3. "Opus a Satana"